# Віріальна маса
Віріальна маса (англ. Virial mass) — маса скупчення зір (або галактик), визначена за теоремою віріалу в припущенні про стабільність такого скупчення.

## Методи визначення
При дослідженні гало темної матерії галактик або скупчень галактик під віріальною масою розуміють масу в межах віріального радіуса {\displaystyle r_{\rm {vir}}}, який визначається співвідношенням {\displaystyle \rho (<r_{\rm {vir}})=\Delta _{c}\rho _{c}}, де {\displaystyle \rho (<r)} — середня густина гало всередині даного радіуса, {\displaystyle \rho _{c}} — критична густина Всесвіту. (У деяких випадках {\displaystyle \rho _{c}} замінюють середньою густиною речовини {\displaystyle \rho _{M}=\Omega _{M}\rho _{c}}, і нині {\displaystyle \Omega _{M}\simeq 0,27} відповідно до висновків моделі Лямбда-CDM). Таким чином, віріальна маса є мірою повної маси всередині гало темної матерії, оскільки за межами віріального радіуса густина темної матерії знижується до значень, порівнянних зі фоновою густиною. Це визначення віріальної маси не є універсальним, оскільки точне значення параметра {\displaystyle \Delta _{c}} визначається космологічною моделлю. На практиці найчастіше вибирають значення {\displaystyle \Delta _{c}=200} і позначають віріальну масу як {\displaystyle M_{200}=M(<r_{200})}.
В інших випадках під віріальною масою можуть розуміти масу, отриману за даними про криву обертання або про дисперсію швидкостей для пов'язаної групи зір у припущенні застосовності теореми віріалу.